# 홍일식
홍일식(洪一植, 1936년~2023년 9월 11일)은 대한민국의 교수이자 국문학자, 사회기관단체인이며, 전 고려대학교 총장이다. 경기도 고양군 숭인면 제기리(현: 서울특별시 동대문구 제기동) 출신이다.

## 학력
- 서울 양정고등학교
- 1959년: 고려대학교 국어국문학 학사
- 1964년: 고려대학교 대학원 문학 석사
- 1980년: 고려대학교 대학원 문학 박사

### 명예 박사 학위
- 연세대학교 대학원 명예철학박사

## 주요 경력
- 1959년~1961년: 서울 양정고등학교 교사
- 1964년: 고려대학교 부설 민족문화연구소 연구원
- 1966년: 고려대학교 문과대학 강사
- 1971년: 전국 국어국문학회 상임위원
- 1972년~1994년: 고려대학교 문과대학 국어국문학과 교수
- 1976년: 국어국문학연구회 대표
- 1978년~1990년: 고려대학교 민족문화연구소 소장
- 1982년: 독립기념관 건립위원회 추진위원
- 1982년~1993년: 문교부 학술진흥위원회 부위원장, 남북교수학술교류위원회 위원
- 1983년: 하와이 대학교 객원교수
- 1984년~2009년: 학교법인 양정의숙 재단이사
- 1990년~1991년: 베이징 대학 초청교수
- 1991년: 현대문학연구회 회장
- 1992년: 서울시민대상 운영위원
- 1993년: 한국장학재단 운영위원
- 1993년: 성곡학술문화재단 운영위원장
- 1994년~1998년: 고려대학교 총장(제13대)[2]
- 고려대학교 명예교수
- 서울문화사학회 회장
- 세계효문화본부 총재
- 양정의숙 재단 이사장
- 우당 이회영선생기념사업회 회장
- 학교법인 동원육영회 이사장
- 공동체의식개혁국민운동협의회 상임공동대표
- 흥사단 민족통일운동본부 공동의장
- 한국인문사회연구원 이사장
- 재단법인 문화영토연구원 이사장
- 사단법인 대한노인회 고문

## 저서
- 홍일식 (1976). 《한국전통문화시론 교양문고 12》. 고려대학교출판부. ISBN 2000357002922 |isbn= 값 확인 필요: invalid prefix (도움말).
- 홍일식 (1980). 《한국개화기의 문학사상연구》. 열화당. ISBN 9788930108164.
- 홍일식 (1987). 《문화영토시대의 민족문화》. 육문사. ISBN 2005284000287 |isbn= 값 확인 필요: invalid prefix (도움말).
- 홍일식 (1991). 《근대전환기의 언어와 문학 민족문화연구총서 55》. 고려대학교민족문화연구원. ISBN 2000354000051 |isbn= 값 확인 필요: invalid prefix (도움말).
- 홍일식 (1996). 《한국인에게 무엇이 있는가》. 정신세계사. ISBN 9788935700790.
- 홍일식 (2014). 《나의 조국 대한민국》. 동서문화사. ISBN 9788949708362.
- 홍일식 (2017). 《문화대국으로 가는 길》. 범우. ISBN 9788963651668.
- 홍일식 (2019). 《효 사상과 전통문화》. 범우사. ISBN 9788908063112.
- 홍일식 (2022). 《홍일식의 대한민국 이야기》. 청파랑. ISBN 9788971328521.
- 홍일식 (2022). 《오직 고려대학교 - 한평생 고대인이야기》. 고려대학교출판문화원. ISBN 9791191161939.

## 논문
- 석사 학위 논문: 《崔南善硏究 : 그의 思想과 文學을 中心으로》(高麗大學校 大學院 : 國文學科 1964) 관련 링크
- 박사 학위 논문: 《開化期 文學의 思想的 硏究》(高麗大學校 大學院 1980) 관련 링크

## 수상 경력
- 1971년: 5·16 민족상
- 1982년: 제1회 세종문화상 문화부문 본상
- 1982년: 대통령 표창
- 1997년: 제7회 아산효행대상 대상
- 2003년: 효령대상

### 상훈
- 1992년: 보관문화훈장